# جيم جونسون (لاعب كرة قدم أمريكية)
جيم جونسون (بالإنجليزية: Jim Johnson)‏ هو لاعب كرة قدم أمريكية أمريكي، ولد في 26 مايو 1941 في مايوود في الولايات المتحدة، وتوفي في 28 يوليو 2009 في University City, Philadelphia ‏ في الولايات المتحدة بسبب ورم ميلانيني.